# يو إف سي ليلة القتال: ديرن ضد رودريغيز
يو إف سي ليلة القتال: ديرن ضد رودريغيز (بالإنجليزية: UFC Fight Night: Dern vs. Rodriguez) (المعروف أيضًا باسم يو إف سي ليلة القتال 194 ويو إف سي فيغاس 39 ويو إف سي على إي إس بي إن+ 52) هو حدث لفنون القتال المختلطة نظمته يو إف سي، وأُقيم في 9 أكتوبر 2021، على يو إف سي أبيكس في إنتربرايز، نيفادا، وهي جزء من منطقة لاس فيغاس الحضرية، الولايات المتحدة.